# Bahnhof Maienfeld

Der Bahnhof Maienfeld in der Gemeinde Maienfeld ist der einzige Bahnhof im Schweizer Kanton Graubünden, welcher nur von Normalspurzügen der Schweizerischen Bundesbahnen bedient wird.

## Geschichte
Wie der Bahnhof Landquart wurde er am 1. Juli 1858 bei Eröffnung der Bahnstrecke Chur–Rheineck in Betrieb genommen. Bereits am 18. Juli 1858 stießen in der Kreuzungsstation zwei Lokomotiven zusammen. Seit der Eröffnung der Bahnstrecke von Sargans nach Zürich ist der Bahnhof auch an diese Strecke angeschlossen.
Zu Beginn des letzten Jahrhunderts entstand das Schmalspur-Eisenbahnprojekt Schaan–Landquart.
Bis zum Ausbau der Strecke von Landquart nach Bad Ragaz auf Doppelspur in den 1990er-Jahren war Maienfeld eine wichtige Kreuzungsstelle. Weil die Bahnanlagen bis zu diesem Zeitpunkt mit einem Stellwerk vor Ort bedient wurden, war der Bahnhof trotz sonst geringer Bedeutung vom ersten bis zum letzten Zug mit Personal besetzt und geöffnet.
In den 1990er-Jahren stellten die Schweizerischen Bundesbahnen (SBB) die Gepäckaufgabe am Bahnhof ein. Nach dem Ausbau der Bahnstrecke und der Verlagerung des Stellwerks wollten sie den Bahnhof nur noch als unbediente Station weiterführen. Das unter Denkmalschutz stehende Bahnhofsgebäude in Holzbauweise wurde renoviert. Seither wurde der Bahnhof von einem Angestellten des Schweizerischen Eisenbahn- und Verkehrspersonal-Verbands (SEV) in Kommission betrieben. Mit dessen Pensionierung im Sommer 2009 wurde der Bahnhofschalter endgültig geschlossen.
Der Bahnhof Maienfeld wurde von Kibri als Bausatz 9496 für Modelleisenbahnen Spur H0 (Maßstab 1:87) hergestellt und vertrieben.

## Verkehrsanbindung
Folgende Züge fahren ab dem Bahnhof Maienfeld:
- S 12 Sargans – Chur (Thurbo)

In Randstunden halten ausserdem folgende Linien:
- 35 Bern – Burgdorf – Olten – Zürich HB – Chur
- 3 Basel SBB – Zürich HB – Chur  (Halt nur in Richtung Chur)

## Bahnhof im Film

Der Bahnhof im Jahr 1954

Der Bahnhof ist zu sehen als der originale, dem Buch entsprechenden Ankunftsbahnhof bei den ersten deutschsprachigen Verfilmungen der Heidi-Romane von Johanna Spyri. Der Film Heidi entstand 1952, seine Fortsetzung Heidi und Peter 1955.
Im Buch von Johanna Spyri im Kapitel XIII steht in Originalorthografie zu lesen: Dann auf einmal, als Heidi gar nicht daran dachte, ertönte laut der [204] Ruf: «Mayenfeld!» Es sprang von seinem Sitz auf, und dasselbe that Sebastian, der auch überrascht worden war. Jetzt standen sie draußen, der Koffer mit ihnen, und der Bahnzug pfiff weiter in's Thal hinein.